# Nephelomys auriventer
Nephelomys auriventer је врста глодара из породице хрчкова (лат. Cricetidae). 

## Распрострањење
Врста има станиште у Еквадору и Перуу.

## Станиште
Врста Nephelomys auriventer има станиште на копну.

## Угроженост
Ова врста није угрожена, и наведена је као последња брига јер има широко распрострањење.

### Популациони тренд
Популациони тренд је за ову врсту непознат.